# Латвийский хип-хоп
Латвийский хип-хоп — музыка в жанре хип-хоп, зародившаяся в Латвии в 1990-х годах. Обычно сопровождается рэпом на латышском и русском языках.

## История

### 1990-е годы: ранние годы
Латвийский хип-хоп начал формироваться в середине 1990-х годов после восстановления независимости страны. В этот период Латвия, как и другие страны бывшего Советского Союза, открылась для западной культуры, что способствовало проникновению новой музыкальной и уличной культуры, в том числе хип-хопа. Латвийские молодёжные коллективы и артисты вдохновлялись американскими рэп-исполнителями, начав создавать свои первые рэп-композиции на латышском и русском языках.
Одними из первых представителей латвийского хип-хопа стали группы, такие как Fact и S'T'A, а также коллективы, объединявшие латышских и русскоязычных исполнителей. В их текстах отражалась социальная реальность Латвии тех лет, включая темы переходного периода, экономических трудностей и культурной идентичности.

### 2000-е годы: подъём и расширение
С начала 2000-х латвийский хип-хоп начал набирать популярность. Появились новые исполнители, такие как Gacho, Ozols, Kreisais Krasts и Sniegs. Они стали задавать тон местной хип-хоп сцене и привлекли внимание широкой аудитории. Gacho и Ozols начали записывать альбомы, которые снискали популярность среди молодежи, и в этот период латвийский хип-хоп превратился в значимое культурное явление. Альбомы этих артистов часто содержали тексты на социальные темы и рассказывали о повседневных проблемах молодёжи.
Появление фестивалей и конкурсов, таких как Battle of the Year и других, также способствовало развитию хип-хоп культуры, включая рэп, брейкданс и граффити. Брейкданс и битбокс стали неотъемлемыми элементами латвийской хип-хоп культуры, а местные исполнители начали активно участвовать в международных соревнованиях.

### 2010-е годы: профессионализация и популяризация
В 2010-е годы латвийский хип-хоп начал значительно развиваться в профессиональном и коммерческом плане. Лейблы и продюсеры стали обращать внимание на молодых исполнителей, таких как Ansis, Edavārdi, Eliots, которые привнесли в жанр новые стили и тексты. Ansis, в частности, стал одним из самых известных и признанных латвийских хип-хоп артистов благодаря своему уникальному стилю и вниманию к деталям в текстах. Его альбомы и треки стали популярными не только среди молодежи, но и получили высокую оценку критиков.
Появление социальных сетей и стриминговых платформ также повлияло на популяризацию латвийского хип-хопа. Артисты смогли самостоятельно распространять свою музыку и взаимодействовать с аудиторией, что способствовало росту популярности жанра. Латвийские рэперы начали сотрудничать с артистами других жанров, таких как поп и электронная музыка, что позволило расширить аудиторию и увеличить присутствие хип-хопа в латвийских музыкальных чартах.

### Стили и особенности
Латвийский хип-хоп отличается разнообразием стилей, так как артисты используют разные музыкальные влияния и экспериментируют с новыми звуками. Хотя значительная часть исполнителей выбирает латышский язык для текстов, в латвийском хип-хопе также заметно присутствие русского языка, что подчеркивает многонациональность Латвии и культурное многообразие её общества.
Тексты латвийских рэперов часто затрагивают актуальные социальные и политические темы, включая проблемы молодёжи, поиск идентичности, экономические трудности и социальную справедливость. Некоторые артисты, такие как Ozols и Gacho, более ориентированы на традиционные темы хип-хопа, в то время как другие, такие как Ansis и Edavārdi, известны своими текстами, затрагивающими философские и психологические аспекты жизни.

### Современное состояние и влияние
Сегодня латвийский хип-хоп стал полноценной частью музыкальной культуры Латвии. Латвийские хип-хоп артисты продолжают выпускать альбомы, устраивать концерты и сотрудничать с исполнителями из других стран. Латвийский хип-хоп-сообщество активно развивается, проводятся ежегодные фестивали, в которых участвуют как известные артисты, так и новички.
Латвийский хип-хоп имеет значительное влияние на молодёжь и продолжает оставаться выразительным средством самовыражения для нового поколения. Культура латвийского хип-хопа постепенно интегрируется в массовую культуру и имеет потенциал для дальнейшего развития, как внутри страны, так и за её пределами.